# Раданчето
Раданчето е село в Северна България. То се намира в община Дряново, област Габрово.
Към 1934 г. селото има 65 жители. Населението му към 2011 г. е 4 души. Влиза в землището на село Царева ливада.

## История
Известно е, че село Раданчето, наред със други села (Глушка, Големи Българени, Банари, Билкини) е масово заселено от преселници от Дунавската равнина.

## Население
Преброяване на населението през 2011 г.
Численост и дял на етническите групи според преброяването на населението през 2011 г.:
|                     | Численост | Дял (в %) |
| Общо                | 4         | 100,00    |
| Българи             | 4         | 100,00    |
| Турци               | 0         | 0,00      |
| Цигани              | 0         | 0,00      |
| Други               | 0         | 0,00      |
| Не се самоопределят | 0         | 0,00      |
| Неотговорили        | 0         | 0,00      |